# Вернон Гендлі
Вернон Гендлі (англ. Vernon Handley; 11 листопада 1930, Енфілд, Лондон — 10 вересня 2008, Монмутшир) — англійський диригент.
Учень Адріана Боулта. У 1962–1983 роках керував музичним життям міста Гілдфорд, створив Гілдфордський філармонічний оркестр. З 1983 року був другим диригентом Лондонського філармонічного оркестру. У 1985–1989 роках очолював Ольстерський оркестр, одночасно в 1986–1988 — Симфонічний оркестр Мальме.
Гендлі відомий, головним чином, своєю роботою з музикою британських композиторів XX століття — зокрема, Арнолда Бакса, Артура Блісса, Чарльза Вільєрса Стенфорда, Ральфа Воан-Вільямса та ін. Роберт Сімпсон присвятив йому свою Десяту симфонію.
У 2003 році Гендлі був удостоєний звання Командора Ордена Британської імперії.